# Pedemonte
Pedemonte là một đô thị tại tỉnh Vicenza ở vùng Veneto, Ý.
Đô thị này có diện tích 829  km², dân số là 12 người (thời điểm)